# Арчидоссо
Арчидо́ссо (итал. Arcidosso) — коммуна в Италии, расположена в области Тоскана, подчинена административному центру Гроссето (провинция).
Население коммуны, на 01.01.2023 года, составляло 4201 человек, плотность населения — 45,05 чел./км². Коммуна занимает площадь 93,25 км². Почтовый индекс — 58031. Телефонный код — 00564.
Святым покровителем города почитается святитель Николай, Мирликийский Чудотворец, день памяти ─ 6 декабря.

## Климат
Согласно климатической классификации итальянских муниципалитетов, Арчидоссо входит в климатическую зону Е, количество градусо-дней составляет 2258.